# Доуни, Генри, 2-й виконт Даун
Генри Доуни, 2-й виконт Даун (англ. Henry Dawnay, 2st Viscount Downe; 7 июня 1664 — май 1741) — английский политик и пэр. Он был известен ка Достопочтенный Генри Доуни с 1681 по 1695 год.

## Биография
Родился 7 июня 1664 года. Сын Джона Доуни, 1-го виконта Дауна (1625—1695), и его второй жены Дороти, дочери Уильяма Джонсона из Уикема, Ланкашир.
Генри Доуни заседал в Палате общин Англии от Понтефракта в 1690—1695 годах.
1 октября 1695 года после смерти своего отца Генри Доуни унаследовал титул 2-го виконта Дауна (Пэрство Ирландии).
Поскольку это было ирландское пэрство, оно не давало ему права на место в английской Палате лордов (хотя и давало ему право на место в ирландской Палате лордов). Следовательно, он имел право на избрание в английскую Палату общин, и в 1698 году он был избран членом парламента от Йоркшира, и занимал это место до 1700 года. Он был избран в качестве депутата от Йоркшира на дополнительных выборах в декабре 1707 года и был переизбран депутатом от Йоркшира на парламентских выборах 1708 года. Он переизбирался в Палату общин на парламентских выборах в 1710, 1713, 1715 и 1722 годах.

## Личная жизнь
29 сентября 1685 года Генри Доуни женился на Милдред Годфри (? — август 1725), дочери Уильяма Годфри из Торнока (Ланкашир). У супругов было четверо сыновей и две дочери:
- Достопочтенная Милдред Доуни, она вышла замуж за сэра Уильяма Фулиса, 5-го баронета
- Достопочтенная Дороти Доуни, в 1723 году она вышла замуж за Роберта Шафто
- Достопочтенный Джон Доуни (8 декабря 1686 — 12 августа 1740), с 1724 года он был женат на Шарлотте Луизе Плейделл, отец 3-го и 4-го виконтов Даун.
- Преподобный Генри Доуни, пребендарий Кентербери, женат на Кэтрин Парсонс
- Достопочтенный Кристофер Доуни
- Достопочтенный Годфри Доуни, он женился на Элизабет Д’Эт, дочери сэра Томаса Д’Эта, 1-го баронета

Виконт Даун скончался в мае 1741 года в возрасте 76 лет. Он был похоронен 21 мая 1741 года. Ему наследовал титул виконта его внук Генри, его сын, достопочтенный Джон Дауни, умер раньше него.